# 猛梭寨
猛梭寨，中國滇南的一個土寨，1652年歸附清朝。中法戰爭後，兩國勘界，猛蚌、猛賴、猛梭被劃入法屬印度支那，位置在今越南萊州省豐收縣。
1954年，其首領因反對越南獨立同盟會、支持法國，而被越盟驅逐。

## 土司列表
- 刀金率
- 刀服南
- 刀美玉
- 刀德明
- 刀正民
- 刀國祥
- 刀國正
- 刀世英
- 刀允亮[1]